# Cylindraustralia longaeva
Cylindraustralia longaeva är en insektsart som först beskrevs av Tindale 1928.  Cylindraustralia longaeva ingår i släktet Cylindraustralia och familjen Cylindrachetidae. Inga underarter finns listade i Catalogue of Life.